# Saturation Flower
『Saturation Flower』（サテュレーション・フラワー）とは貴水博之が1991年8月21日にリリースしたアルバムである。

## 概要
貴水博之がaccessのボーカリストとしてデビューする前のアルバムである。キャッチコピーは「女はいつだって美しい なのに男は音楽を離さない。」である。四人囃子の岡井大二がプロデュースした。

## 収録曲
1. Mr Brick
2. Saturation Flower
3. GRIEVOUS RAIN
4. 光と影のデジャブ
5. Good Times Bad Times
6. Slipping Off Your Mask
7. We Shed No Tears
8. 21世紀少年(21st century boy)
9. Out Of Time[1]

## タイアップ
- GRIEVOUS RAIN 『ゲッターロボ號』エンディングテーマ
- 21世紀少年(21st century boy)『ゲッターロボ號』オープニングテーマ